# Sabine Günther
Sabine Günther (nata Rieger; Jena, 6 novembre 1963) è un'ex velocista tedesca.

## Palmarès
| Anno | Manifestazione  | Sede       | Evento      | Risultato        | Prestazione | Note |
| ---- | --------------- | ---------- | ----------- | ---------------- | ----------- | ---- |
| 1992 | Giochi olimpici | Barcellona | 200 metri   | Quarti di finale | 23"10       |      |
| 1992 | Giochi olimpici | Barcellona | 4x100 metri | 5ª               | 43"12       |      |

## Altre competizioni internazionali
1989
- Coppa Europa di atletica leggera ( Gateshead)